# Јамајка на Светском првенству у атлетици у дворани 2014.
Јамајка је учествовала на Светском првенству у атлетици у дворани 2014. одржаном у Сопоту од 7. до 9. марта петнаести пут, односно на свим првенствима до данас. Репрезентацију Јамајке представљало је 23 такмичара (11 мушкарца и 12 жена), који су се такмичили у осам дисциплина (шест мушких и шест женских).,
На овом првенству Јамајка је по броју освојених медаља заузела 5. место са пет освојених медаља (једна златна, две сребрне и две бронзане). Поред тога оборена су два национална и четири лична рекорда као и један светски и 10 личних рекорда сезоне. У табели успешности према броју и пласману такмичара који су учествовали у финалним такмичењима (првих 8 такмичара) Јамајка је са 9 учесника у финалу заузела 6. место са 45 бодова.
| Плас. | Земља   | 1. место | 2. место | 3. место | 4. место | 5. место | 6. место | 7. место | 8. место | Бр. финал. | Бод. |
| ----- | ------- | -------- | -------- | -------- | -------- | -------- | -------- | -------- | -------- | ---------- | ---- |
| 6.    | Јамајка | 1        | 2        | 2        | 0        | 2        | 0        | 1        | 1        | 9          | 45   |

## Учесници
| Мушкарци: - Kimmari Roach — 60 м - Неста Картер — 60 м - Едино Стил — 400 м, 4 х 400 м - Akheem Gauntlett — 400 м, 4 х 400 м - Ендру Рајли — 60 м препоне - Џермејн Браун — 4 х 400 м - Ерол Нолан — 4 х 400 м - Дејн Хајат — 4 х 400 м - Allodin Fothergill — 4 х 400 м - Дамар Форб — Скок удаљ - О’Дејн Ричардс — Бацање кугле | Жене: - Шели-Ен Фрејзер-Прајс — 60 м - Вероника Кембел-Браун — 60 м - Калис Спенсер — 400 м - Патриша Хол — 400 м, 4 х 400 м - Natoya Goule — 800 м, 4 х 400 м - Моник Морган — 60 м препоне - Индира Спенс — 60 м препоне - Анејша Маклохлин — 4 х 400 м - Стефани Макпершон — 4 х 400 м - Верон Чејмберс — 4 х 400 м - Sophie Smellie — 4 х 400 м - Кимберли Вилијамс — Троскок |  |

## Освајачи медаља (5)

### Злато (1)
- Шели-Ен Фрејзер-Прајс — 60 м

### Сребро (2)
- Калис Спенсер — 400 м
- Патриша Хол, Анејша Маклохлин, 
 Калис Спенсер, Стефани Макпершон, 
 Верон Чејмберс*, Natoya Goule*, Sophie Smellie** — 4 х 400 м

### Бронза (2)
- Ерол Нолан, Allodin Fothergill, 
 Akheem Gauntlett, Едино Стил, 
 Дејн Хајат*, Џермејн Браун* — 4 х 400 м
- Кимберли Вилијамс — Троскок

## Резултати

### Мушкарци
| Атлетичар          | Дисциплина   | Лични рекорд | Квалификације   | Квалификације | Полуфинале            | Полуфинале   | Финале                          | Финале                          | Детаљи |
| Атлетичар          | Дисциплина   | Лични рекорд | Резултат        | Место         | Резултат              | Место        | Резултат                        | Место                           | Детаљи |
| ------------------ | ------------ | ------------ | --------------- | ------------- | --------------------- | ------------ | ------------------------------- | ------------------------------- | ------ |
| Kimmari Roach      | 60 м         | 6,59         | 6,59 КВ, ЛР     | 2. у гр. 1    | 6,55 КВ, ЛР           | 2. у гр. 2   | 6,58                            | 8 / 43 (44)                     |        |
| Неста Картер       | 60 м         | 6,49         | 6,58 КВ         | 3. у гр. 4    | 6,50 КВ, ЛРС          | 1. у гр. 1   | 6,57                            | 7 / 43 (44)                     |        |
| Akheem Gauntlett   | 400 м        | 46,14        | 46,86 КВ        | 2. у гр. 4    | 47,13                 | 6. у гр. 2   | Није се квалификовао            | 10 / 25 (27)                    |        |
| Едино Стил         | 400 м        | 46,11        | 46,38 КВ        | 2. у гр. 1    | 46,19 КВ              | 1. у гр. 2   | Дисквалификован по чл. 163.3(б) | Дисквалификован по чл. 163.3(б) |        |
| Ендру Рајли        | 60 м препоне | 7,53         | 7,66 КВ         | 3. у гр. 2    | 7,59 КВ, ЛРС          | 4. у гр. 2   | Није стартовао                  | Није стартовао                  |        |
| Ерол Нолан         | 4 х 400 м    | 3:04,21 НР   | 3:06,12 КВ, НРС | 2. у гр. 1    |                       |              | 3:03,69 НР                      |                                 |        |
| Allodin Fothergill | 4 х 400 м    | 3:04,21 НР   | 3:06,12 КВ, НРС | 2. у гр. 1    |                       |              | 3:03,69 НР                      |                                 |        |
| Akheem Gauntlett²  | 4 х 400 м    | 3:04,21 НР   | 3:06,12 КВ, НРС | 2. у гр. 1    |                       |              | 3:03,69 НР                      |                                 |        |
| Едино Стил²        | 4 х 400 м    | 3:04,21 НР   | 3:06,12 КВ, НРС | 2. у гр. 1    |                       |              | 3:03,69 НР                      |                                 |        |
| Дејн Хајат*        | 4 х 400 м    | 3:04,21 НР   | 3:06,12 КВ, НРС | 2. у гр. 1    |                       |              | 3:03,69 НР                      |                                 |        |
| Џермејн Браун*     | 4 х 400 м    | 3:04,21 НР   | 3:06,12 КВ, НРС | 2. у гр. 1    |                       |              | 3:03,69 НР                      |                                 |        |
| Дамар Форб         | Скок удаљ    | 8,21         | 7,69            | 15            | Нису се квалификовали | 15 / 17      |                                 |                                 |        |
| О’Дејн Ричардс     | Бацање кугле | 19,77        | 19,77           | 14            | Нису се квалификовали | 14 / 19 (20) |                                 |                                 |        |

- Такмичари у штафети обележени звездицом су трчали у квалификацијама, не и у финалу, а такмичари који су обележени бројем трчали су и у појединачним дисциплинама.

### Жене
| Атлетичарка           | Дисциплина   | Лични рекорд | Квалификације  | Квалификације | Полуфинале            | Полуфинале            | Финале                | Финале       | Детаљи |
| Атлетичарка           | Дисциплина   | Лични рекорд | Резултат       | Место         | Резултат              | Место                 | Резултат              | Место        | Детаљи |
| --------------------- | ------------ | ------------ | -------------- | ------------- | --------------------- | --------------------- | --------------------- | ------------ | ------ |
| Шели-Ен Фрејзер-Прајс | 60 м         | 7,04         | 7,12 КВ        | 1. у гр. 2    | 7,08 КВ, ЛРС          | 5. у гр. 1            | 6,98 СРС              |              |        |
| Вероника Кембел-Браун | 60 м         | 7,00         | 7,22 КВ, ЛРС   | 3. у гр. 4    | 7,17 кв, ЛРС          | 3. у гр. 2            | 7,13 ЛРС              | 5 / 43       |        |
| Калис Спенсер         | 400 м        | 52,14        | 52,26 КВ       | 1. у гр. 2    | 51,58 КВ, ЛРС         | 2. у гр. 2            | 51,54 ЛР              |              |        |
| Патриша Хол           | 400 м        | 51,66        | 52,19 кв       | 3. у гр. 1    | 52,82 КВ              | 1. у гр. 1            | 52,51                 | 5 / 43       |        |
| Natoya Goule          | 800 м        | 2:02,22      | 2:01,89 ЛРС    | 2. у гр. 2    |                       |                       | Нису се квалификовале | 7 / 17 (18)  |        |
| Моник Морган          | 60 м препоне | 8,14         | 8,10 кв, ЛР    | 5. у гр. 1    | 8,19                  | 8. у гр. 2            | Нису се квалификовале | 16 / 29 (30) |        |
| Индира Спенс          | 60 м препоне | 8,05         | 8,14           | 4. у гр. 2    | Није се квалификовала | Није се квалификовала | Није се квалификовала | 18 / 29 (30) |        |
| Патриша Хол²          | 4 х 400 м    | 3:29,54 НР   | 3:29,43 КВ, НР | 2. у гр. 2    |                       |                       | 3:26,54 НР            |              |        |
| Анејша Маклохлин      | 4 х 400 м    | 3:29,54 НР   | 3:29,43 КВ, НР | 2. у гр. 2    |                       |                       | 3:26,54 НР            |              |        |
| Калис Спенсер²        | 4 х 400 м    | 3:29,54 НР   | 3:29,43 КВ, НР | 2. у гр. 2    |                       |                       | 3:26,54 НР            |              |        |
| Стефани Макпершон     | 4 х 400 м    | 3:29,54 НР   | 3:29,43 КВ, НР | 2. у гр. 2    |                       |                       | 3:26,54 НР            |              |        |
| Natoya Goule²*        | 4 х 400 м    | 3:29,54 НР   | 3:29,43 КВ, НР | 2. у гр. 2    |                       |                       | 3:26,54 НР            |              |        |
| Верон Чејмберс*       | 4 х 400 м    | 3:29,54 НР   | 3:29,43 КВ, НР | 2. у гр. 2    |                       |                       | 3:26,54 НР            |              |        |
| Sophie Smellie**      | 4 х 400 м    | 3:29,54 НР   | 3:29,43 КВ, НР | 2. у гр. 2    |                       |                       | 3:26,54 НР            |              |        |
| Кимберли Вилијамс     | Троскок      |              | 14,35 КВ, ЛРС  | 1             | 14,39 ЛРС             |                       |                       |              |        |

- Такмичарке у штафети обележене звездицом су трчале у квалификацијама, не и у финалу, а такмичарке које су обележене бројем су трчале и у појединачним дисциплинама.
- Атлетичарка у штафети означена са две звездице била је резерва и није учествовала у трци штафете.